# Сило (Марио Родригес)
Си́ло (Ма́рио Луи́с Родри́гес Кобос) (исп. Mario Luis Rodríguez Cobos, 6 января 1938 года, Мендоса — 16 сентября 2010 года, там же) — аргентинский писатель, основатель Международного гуманистического движения и теории универсального гуманизма, является вдохновителем Всемирного марша за мир и ненасилие. Начиная с 1969 года Сило неустанно осуждает ситуацию эскалации насилия в мире, и подчеркивает необходимость активного ненасилия.
Его мышление находит своё отражение в самых разнообразных произведениях: поэтическая проза, дескриптивная психология, рассказы, письма, историологические рассуждения, исследования о мифах, в которых рассматриваются различные аспекты человеческой жизни и процесс человечества, стремительно приближающийся к беспрецедентному повороту.
Российской академией наук Сило было присуждено звание Почётного доктора. На основе его идей возникло Гуманистическое движение, многочисленные организации которого внедрили методологию активного ненасилия в свою социальную работу.
Из Южной Америки движение постепенно распространялось по всей планете. Главное место выступлений — специально организованный парк в Пунта-де-Вакасе в Андах, где собирается до 10 тысяч участников.
В 1993 г. идеи нового гуманизма стали известны в России. Регулярно (но не ежегодно) проходят гуманистические конференции в РУДН. Некоторые книги изданы на русском языке. В 2008 г. была презентация второй изданной книги «Послание Сило» в Овальном зале библиотеки иностранной литературы им. Рудомино.

## Книги Сило, изданные на русском языке
- Послание Сило. — М.: ЛКИ, 2008. — ISBN 978-5-382-00844-8.
- Записи по психологии. — М.: КИ «Весна», 2012. — ISBN 978-5-905740-07-7.
- Гуманизировать жизнь на Земле. — КИ «Весна», 2013. — ISBN 978-5-905740-14-5.
- Направляемые опыты жизни. — КИ «Весна», 2013. — ISBN 978-5-905740-16-9.